# Huazhu Group

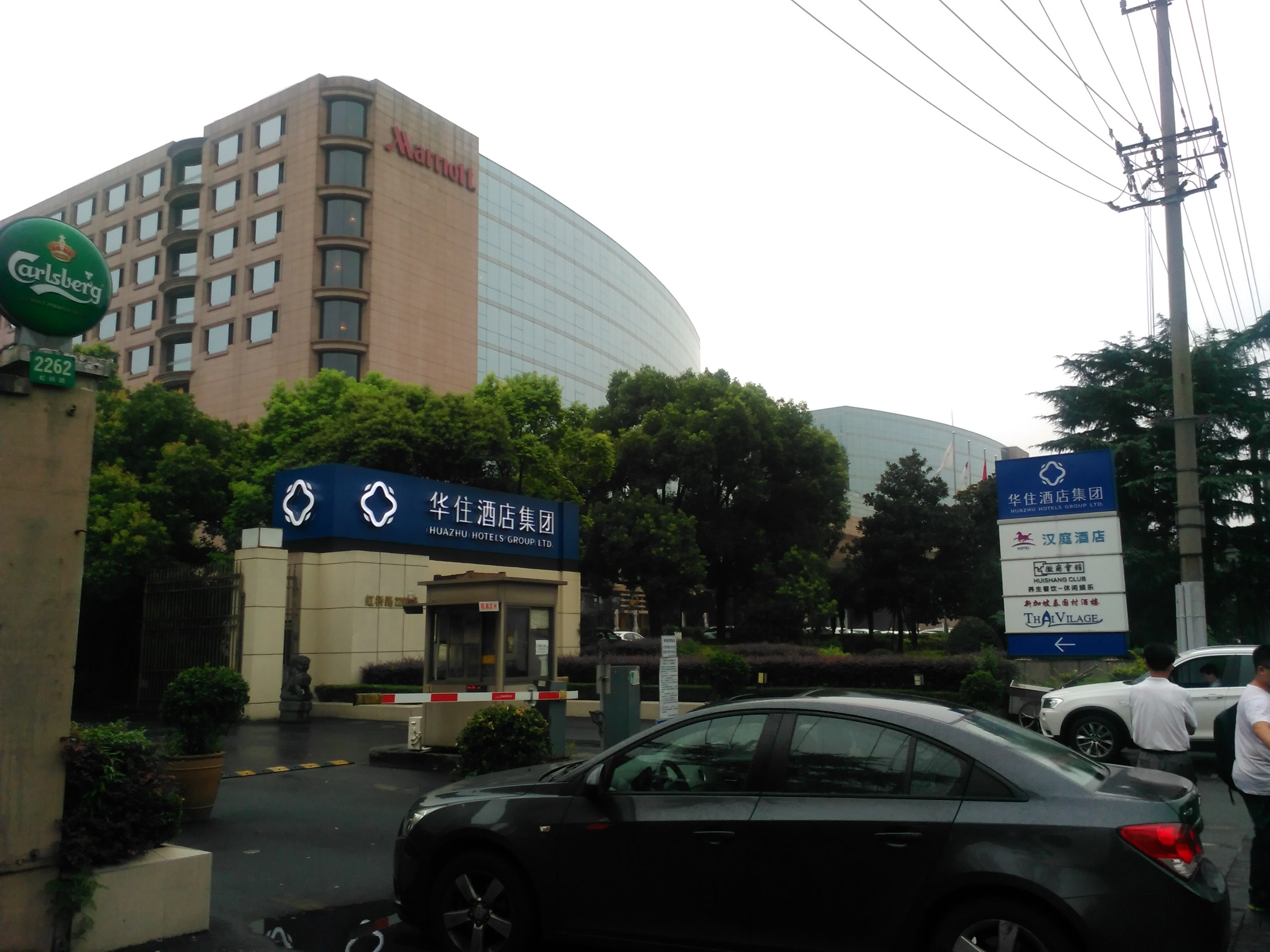
Hauptsitz der Huazhu Group in Shanghai

Die Huazhu Group ist eine chinesische Hotelgruppe, die ehemals unter dem Namen China Lodging Group firmierte. 
Unternehmensgründer Ji Qi kam gemäß eigener Aussage auf die Idee den Hotelbetrieb aufzunehmen, nachdem er in einem Buch über den Erfolg der französischen Hotelkette Accor mit einfach ausgestatteten Hotels im unteren Preissegment gelesen hatte. Seit Ende 2014 besteht zwischen Accor und Huazhu eine Allianz, in deren Rahmen Huazhu in China der Betrieb von Hotels unter den Namen Mercure, Novotel und Ibis ermöglicht wird. Im Jahr 2018 übernahm Huazhu 4,5 % der Anteile Accors. In den Jahren 2017 und 2018 war die Huazhu Group laut der Fachzeitschrift Hotels der neuntgrößte Hotelbetreiber der Welt gemessen an der Zimmeranzahl. Im November 2019 übernahm die Huazhu Group die Deutsche Hospitality (ehemals Steigenberger Hotel Group) von der ägyptischen Travco Group. Während des Geschäftsjahres 2018 waren 692 der Hotels der Huazhu-Gruppe angemietet, während nur 7 Hotels dem Unternehmen selbst gehörten.